# Pherotesia supplanaria
Pherotesia supplanaria là một loài bướm đêm trong họ Geometridae.